# 마거릿 채프먼

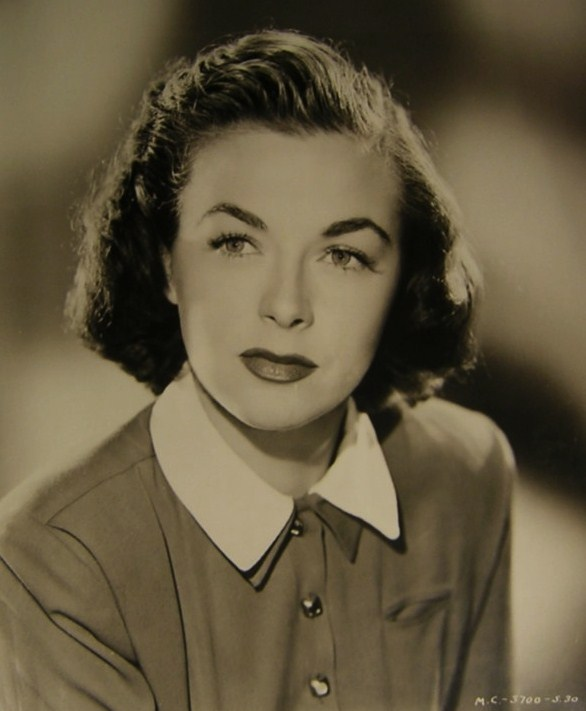

마거릿 채프먼(Marguerite Chapman, 1918년 3월 9일 ~ 1999년 8월 31일)는 미국의 배우, 모델, 텔레비전 배우, 영화배우이다.
버뱅크에서 사망하였다. 사인은 질병이다.

## 영화
- 7년만의 외출 (1955년)
- 클라이막스! (1954년)
- 야망의 브로드웨이 (1952년)
- 네이비 블루스 (1941년)